# ビターバカンス
「ビターバカンス」は、日本のロックバンド・Mrs. GREEN APPLEの配信限定シングル、またそのタイトル曲。2024年11月29日にユニバーサルミュージック内のレーベル・EMI Recordsより発売された。

## 概要
2024年10月23日、本楽曲が12月20日に公開された映画『聖☆おにいさん THE MOVIE〜ホーリーメンVS悪魔軍団〜』の主題歌に決定したことが発表され、本楽曲を使用した予告映像が公開された。
11月22日、本楽曲が同月29日に配信シングルとしてリリースされることが発表された。また同日、本楽曲のコンテンツカレンダーが公開された。連日、本楽曲のカバーアートやコンセプトフォト、ティザームービーなどが公開された。
本楽曲の作詞・作曲を手がけた大森は、中学生の頃から『聖☆おにいさん』を愛読していたといい、「1番大切なバカらしさみたいなものを曲にしてみました」と、自身が受けた影響や作品への想いを、楽曲に落とし込んだことを明かしている。

大森は、以下のようにコメントしている。
聖☆おにいさんは原作からの大ファンでして、中学生の頃に書店で新刊が出るたびに買って読んでいました。
この度お話をいただき、すごく運命的な何かを勝手に感じております。
ブッダとイエスの癒され日常から我々も学ぶものがあり、根を詰めがちな人々ですが少しでもホッと、肩の力が抜ける瞬間があるといいのだろうと。
そういう1番大切なバカらしさみたいなものを曲にしてみました。
休んじゃえばいい！
現代人頑張りすぎだ！
休んでからの責任としわ寄せは、その時の自分が考えればええ！

決して無責任なのではなく、責任と向き合うためのお暇が、心安らぐ時間が、皆様に少しでもありますように。
11月29日21時より、ミュージック・ビデオが公開された。ミュージックビデオには、映画『聖☆おにいさん』にて、主人公・イエス役の松山ケンイチとブッダ役の染谷将太が出演している。さらに、公開直前の20時30分より、公式TikTokにて「Mrs. GREEN APPLE『ビターバカンス』TikTok LIVE」が開催された。

## テレビ披露
| 番組名                                   | 放送局         | 出演日         | 備考                                                                                            |
| ---------------------------------------- | -------------- | -------------- | ----------------------------------------------------------------------------------------------- |
| ベストアーティスト2024                   | 日本テレビ系列 | 2024年11月30日 | テレビ初披露。「ビターバカンス」「ライラック」の2曲を披露。フルサイズでの披露。                 |
| ミュージックステーション SUPER LIVE 2024 | テレビ朝日系列 | 2024年12月27日 | 「ライラック」「コロンブス」「アポロドロス」「ビターバカンス」の4曲を披露。フルサイズでの披露。 |
| CDTV ライブ! ライブ!                     | TBS系列        | 2025年1月27日  | 「ダーリン」「ビターバカンス」の2曲を披露。フルサイズでの披露。                                 |